# Bireneichen
Bireneichen ist eine Ortslage in der bergischen Großstadt Wuppertal. Die Ortslage ist aus einem der mittelalterlichen Ursprungshöfe Barmens namens Eckbrock hervorgegangen, der sich im 19. Jahrhundert in Bireneichen und Unter den Eichen teilte. Heute ist die Ortslage nur als Bireneichen bekannt.

## Lage und Beschreibung
Bireneichen liegt im Westen des Wohnquartiers Kothen im Wuppertaler Stadtbezirk Barmen. Die ursprünglichen Höfe befanden sich unmittelbar am Auer Bach, heute wird aber eher die dichte Wohnbebauung an der gleichnamigen Straße westlich des ursprünglichen Siedlungsplatzes als Bireneichen bezeichnet. Darüber hinaus schließt sich westlich das Gelände der Kothener Schulen (Berufsschule, Waldorfschule und das Gymnasium Am Kothen) an die Ortslage an. Im Osten liegt jenseits der Oberbergischen Straße der Unterbarmer Friedhof.
Südlich des Hofs befindet sich unterhalb des Sportplatzes Oberbergische Straße das heute einzeln gelegene Haus am Böckmannsbusch, das als eines der ältesten Steinhäuser Wuppertals gilt. Laut Denkmaleintrag der Stadt Wuppertal stammt das zweigeschossige, langgestreckte Bruchsteingebäude aus der zweiten Hälfte des 18. Jahrhunderts. Es steht auf einem hohen Kellergeschoss und besitzt verschieferte Giebeldreiecke und ein Satteldach. Die erste Erwähnung eines Hauses an dieser Stelle stammt aus dem Jahr 1620. Es wurde zu dieser Zeit als Nonnenklösterle bezeichnet.

## Etymologie und Geschichte

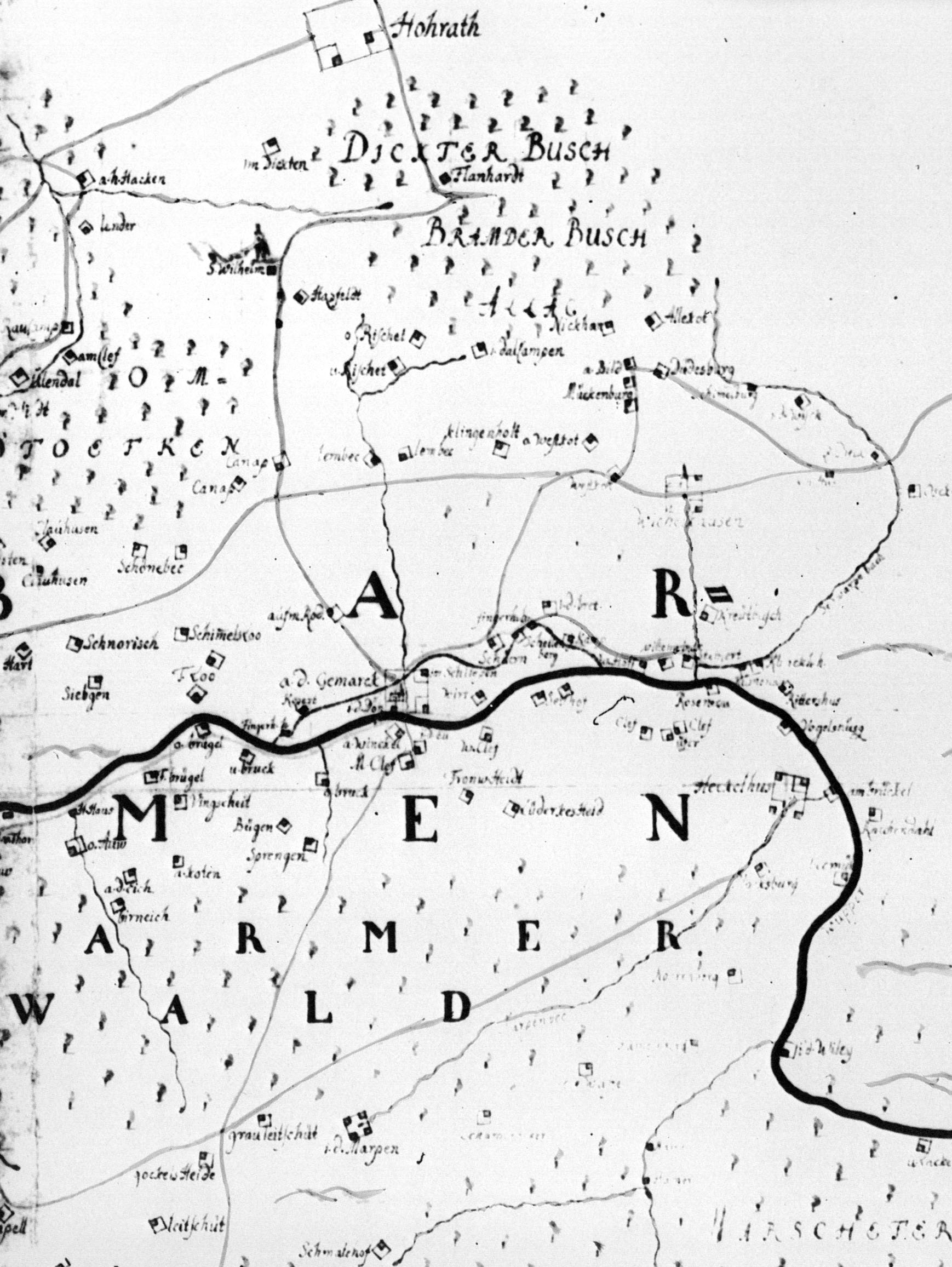
Karte der Hofschaften im Gebiet des heutigen Barmen von Erich Philipp Ploennies (1715)

In den frühen mittelalterlichen Urkunden wird der Hof Eckbrock, Eeckbroock, Eckbroick „Eichenbruch, Eichen-Sumpf“ und schließlich auch Unter den Eichen (1591) genannt. Die früheste mit Datum gesicherte Erwähnung Eckbrocks stammt aus der Beyenburger Amtsrechnung (Abrechnung des Rentmeisters an die Bergisch-herzogliche Kameralverwaltung) des Jahres 1466. Aus dieser geht hervor, dass der Wohnplatz Eckbrock zu dieser Zeit ein Kotten, also ein kleinerer Hof, war.
Vor Beginn des 18. Jahrhunderts teilte sich der Hof in zwei Einzelhöfe, die in unmittelbarer Nachbarschaft auf gegenüber liegenden Seiten des Auer Bachs lagen. Bereits 1715 ist Eckbrock laut der Topographia Ducatus Montani des Erich Philipp Ploennies in zwei unmittelbar benachbarte Einzelhöfe aufgeteilt. Der westliche Hof erhielt nach seinem Besitzer Biren oder Bieren den Namen Bireneichen und ist seit Beginn des 18. Jahrhunderts nachgewiesen. Als Ortsname ist heute nur noch der Bireneichen präsent. Der östliche Hof hieß zu dieser Zeit schlicht Eichen oder a.d.Eich (An den Eichen).
Der Hof Bireneichen lag dabei an der heutigen Margaretenstraße Ecke Fuchsstraße, An der Eichen an der heutigen Fuchsstraße Ecke Schloßstraße gegenüber der Villa Dahl. Welcher der beiden Höfe der Ursprungshof Eckbrock war, muss unbestimmt bleiben, da nicht geklärt ist, welcher der abgesplissene Hof und welcher der Ursprungshof war.
Aufgrund der ungenügenden Quellenlage ist es nicht belegt, aber möglich, dass Eckbrock zu den bereits im Jahr 1244 genannten „Gütern in Barmen“ (Bona de Barme) im kurkölnischen Gebiet gehörte, die von dem Grafen Ludwig von Ravensberg als Allod in den Besitz der Grafen von Berg unter Graf Heinrich IV. übergingen. Territorial lag das Gebiet um Eckbrock/Bireneichen als Teil von Unterbarmen ab dem späten 14. Jahrhundert im bergischen Amt Beyenburg. Kirchlich gehörte es bis zur Einrichtung einer eigenen Barmer Pfarrei dem Kirchspiel Elberfeld an. Mit den übrigen Höfen in der Bauerschaft Barmen waren Eckbrock/Bireneichen bis 1806 Teil des bergischen Amtes Beyenburg.
 Das 1649 erbaute Hofeshaus Unter den Eichen wurde im Mai 1968 niedergelegt. Es galt als eines der ältesten und schönsten bergischen Bleicherhäuser und war Stammhaus der bedeutenden Barmer Familie Carnap.